# Kurhanne (obwód połtawski)
Kurhanne (ukr. Курганне) – wieś na Ukrainie, w obwodzie połtawskim, w rejonie krzemieńczuckim. W 2001 liczyła 101 mieszkańców, spośród których 98 wskazało jako ojczysty język ukraiński, 1 rosyjski, a 2 białoruski.